# 張五常
張五常（1935年12月1日—），生於香港，國際和兩岸三地著名的經濟學家，最有名的產權經濟學家之一，被認為是將自由經濟體系帶到中國大陸的經濟學家之一，以《佃農理論》和《蜜蜂的神話》兩篇文章享譽學術界。張五常被外界視為中國經濟智庫中奉信自由放任主義的新自由份子的典範，而擁護新保守主義的批評者將其視為典型的過度西方化的學者。
2003年起因商業糾紛被美國通緝而潛逃中國大陸（因香港和美國有引渡條例），之後長居住在深圳和廣州。2007年，張五常指出《勞動合同法》的推出是對中國的「大災難」，十多年來沒有減少批評之，亦因此對中國前景的看法變得較保守。張五常作為私有產權經濟學的靈魂人物，雖然其政治立場偏向建制派，但是在經濟方面上毫不吝嗇其對中國的抨擊，他指責中国私有產權概念薄弱，並且大力反對企業國有化，他認為把所有國企民營化才是中國的出路。
張五常作為UCLA經濟學博士，其經濟學論述廣傳於兩岸三地，曾於1988年，引薦佛利民會見中共中央总书记趙紫陽，被視作為中國改革開放、推行市場經濟的重要功臣之一。張五常在70年代末已經非常看好中國經濟發展前景，更被佛利民稱為對中國經濟的前景表現得最樂觀的人。

## 生平
張五常祖籍廣東惠陽，於1935年生於香港，幼時因抗日战争曾隨家人逃難到廣西居住，至1945年才回到香港，和乒乓球国手容国团是幼时玩伴。
早年因成績差劣而輟學，隨父在店裡工作。至1957年遠赴加拿大補修中學課程；1959年進入了加州大學洛杉磯分校，隨後在加州大學洛杉磯分校攻讀經濟碩士學位。他在美國修習經濟期間，認識了多名經濟學家，包括艾智仁(Alchian) 、杰克·赫舒拉发、羅納德·科斯 、佛利民等。他於1967年獲博士學位後，任教職於芝加哥大學，再於1969年轉往西雅图華盛頓大學。 
他進一步發展羅納德·科斯的產權理論及交易成本概念，主張只要產權得到完善界定，即可令資源最有效運用。他在1982年出任香港大学經濟學系系主任後，曾大幅改革香港預科經濟學課程，引入交易成本(transaction cost)、產權理論 (private property rights)、局限下最大化（Constrained Maximization），以至方法學（Methodology）、Alchian Generalization (Application of law of demand in reality)等芝加哥經濟學派的概念。

## 簡歷
- 1935年 -- 在香港西灣河太富街十二號二樓出生，出生後於西灣河澳貝龍村61號大宅。
- 1938年 -- 到鄰家唸愛德華幼稚園，老師叫吳姑娘，與其哥哥同校。
- 1941年 -- 入讀筲箕灣道五旬節聖潔會永光學校僅3個月[5]。十二月日本占领香港，後先到澳門、經惠州、曲江，最後避難至柳州（入讀柳州市中正中學附屬小學，中正中學後發展成為龍城中學）、廣西桂林（入讀香港真光中學因戰亂而遷校至桂林時所營辦的小學）等地[6]。
- 1945年 -- 返港后求接受親姊提議報讀广东佛山华英中學，考学不入，先由小六升讀中一，再被降级重新入讀小六，最后被开除。前後花了3年時間都未能夠完成各為期1年的小六及中一學業[7]。
- 1948年 -- 就读父親的母校香港湾仔书院，報讀第8班，並讀至第5班才離校。[8]
- 1952年 -- 插班入讀香港皇仁书院中三年級（第三班），在第一年留級，重讀一年後中文仍差一分才及格，因而於1954年被開除學籍。[9]
- 1954年 -- 在香港父亲的文来行工作，习摄影。
- 1954年 -- 赴加拿大多伦多求学，无果，曾从事摄影。
- 1959年 -- 就读美国加州大学洛杉矶分校商科，后转读经济。
- 1962年 -- 攻读加州大学洛杉矶分校硕士学位，导师赫舒拉发 （页面存档备份，存于）。
- 1963年 -- 攻读博士学位，博士資格口試不過，導師赫舒拉發和現代產業經濟學創始人艾智仁。
- 1967年 -- 在长堤大学完成博士论文《佃農理論》，同年到芝加哥大學做博士後研究。
- 1969年 -- 轉到西雅圖華盛頓大學，後獲聘為教授。
- 1982年 -- 為香港大學經濟金融學系主任。
- 2000年 -- 退休。並開始著手著寫《經濟解釋》。
- 2002年 -- 屢訪各大學演講，在大陸掀起「張五常熱」。
- 2003年 -- 遭美國政府指稱逃稅而遭通緝，委託律師控告美國政府。
- 2008年 -- 為罗纳德·科斯著寫小書《中國的經濟制度》大獲好評。
- 2010年起 -- 重新修訂《經濟解釋》，從舊版三卷到新版四卷。當中供應的行為分作兩卷。

## 被指控出售假古董和逃税
2003年，张五常夫妇在美国被控出售假古董和逃税。一旦指控成立，张五常将面临最高可达83年的牢狱和475万美元的罚款，但张五常没有出席美国西雅图聯邦地區法院的审判，他在事后所發表的一份声明中说，自己担心遭到不公平的审判。于是，美国司法部和财政部向张五常发出通缉令，并且同时封存其在美国的价值1000万美元的财产。由于香港政府與美国聯邦政府之間有引渡协议，而中國中央人民政府与美国聯邦政府之間没有這一協議，因此张五常夫妇逃到內地。

## 學術泛論
張五常畢業於美國加利福尼亞大學洛杉磯分校經濟學系。他以《佃農理論》和《蜜蜂的神话》两篇文章享誉学界。自1980年代起在香港報界以產權理論分析時局，在中港兩地引發迴響。張五常對中國的改革開放跟英治香港時期的自由開放極力推崇。
張五常是香港中學會考(CE)及香港高級程度會考(AL)經濟學課程的靈魂人物。其經濟學概念，主張及分析方法，多年來成為香港高級程度會考經濟學科(特別是個體經濟學部份)的課程核心，其著作《經濟解釋》，《賣柑者言》等成為不少考生準備應試的讀物，甚至學校的補充教材。一名學者之觀點主張，影響公開考試課程如此深遠之事例，於香港教育史上亦可謂前所未見。類似情況於早年《中國語文及文化科》亦有出現，但情況亦遠不如張五常對經濟科影響之深遠。。
張五常的治學概念超出了一般傳統學者的作風。他為了做研究，曾親自去養魚、賣桔、經營農場、實地考查石油工業、到古董玉器市場議價。而他對於邏輯推理也相當注重，曾因此而作過不少後來應驗了的推測。如在1996-97年他推測香港回歸後會有十年以上的經濟不景，而這是與回歸沒有關係。後來香港的經濟一直陷入長期的低潮，只是沒有如張五常推测般衰退了十年以上。對於中國改革開放，張五常也於1980年起看好中國，曾稱自己是「對中國最為樂觀的人」，但後來表示自2007年中國推出新勞動法後，其樂觀的看法已經鬆動，但認為上海浦東將成為國際金融中心的預測，仍照著既定的路線前進。
張五常在“第一届凤凰财经峰会”中发表言论认为中国的问题都是抄出来的，成就卻是要自己摸索出来的。曾於其中一本著作介紹學習英文書籍《The Elements of Style》，並在舊版的《賣桔者言》中談及正確的讀書方法。
在2018年起的美中貿易戰，張五常認為《勞動合同法》是對中國的大災難，並已經令中國損失了數十萬億。

## 具爭議性的言論
- 2012年12月16日，張五常在由《凤凰网》与凤凰卫视所联合举办的“第一届凤凰财经峰会”上宣稱中国經濟所面臨的主要問題的原因是「引进西方的思想」， 主持人邱震海詢問他是否想全盘否定改革开放的價值，張五常則表示他認為中国做的好的地方是自身摸索出来的，抄回来的都不好，邱震海反駁指1840年之前中国没有摸索好，1978年之前也没有摸索好，只是在1978年 中国对西方开放後中国才慢慢地进步，對此 張五常表示：「因为中国人是聪明的，但是他们不相信自己聪明，总是以为外国人聪明，其实中国人比外国人更聪明。 」[15]但諷刺的是張五常本人是把西方的經濟學思想引入中國大陸的重要人物之一，而且經常鼓吹中國推動經濟自由化進程，而經濟自由主義源自於西方世界。經常吹捧中國的學者陳平曾經多次批評國內擁護自由放任主義的人士，指責他們盲目跟從所謂的美英模式[17]。
- 2023年12月8日，張五常在其網誌發表文章，他以芝加哥派代表人物米爾頓·傅利曼的著作為基礎，建議中國將其通脹率推高到6%左右以脱離當前的經濟困境[18]。這番言論引發不少爭議，有新凱恩斯主義者（Neo-Keynesian）表示自己認同這一建議的有效性[19]，但也有奧地利派人士對其提出批駁意見[20][21][22]。

## 批評
- 2018年1月，中國人民大學馬克思主義學院教授周新城在共產黨標誌性刊物《求是》雜誌上對張五常作出點名批評，認為「張五常之流」本質是「赤裸裸地反黨反社會主義的新自由主義份子」，總是希望國企往民營化進程的終點愈走愈遠愈好，最好有一天沒有國企，卻忽略一個國家有比所謂效率更重要的其他價值，例如政府對社會資源的指揮權、防止外國人掌控要害部門、犧牲公司營收以照顧底層人民等等，非金錢數字能衡量的價值[23]，比如美國雖然表面上是巨大的經濟體和擁有大量財富，但是實際上政府卻掌握的極少，大量財富與權力落入私人企業手中，導致美國無法實行一帶一路之類的大型計劃以擴增影響力，動輒還有市政府破產連消防車都買不起，而美國正總統也淪為四處在國際上勒索找別國要錢的人，導致全球地位及形象下滑，而張五常、吳敬璉等人整天只愛談單一企業的營收、效率云云，忽略國家的其他價值[24]。
- 奧地利派的一些擁護者抨擊了張五常所持有關於貨幣的觀點，並且聲稱張五常實際上是一位通脹主義者，原因是張五常支持調整幣值，其經濟學思想與主張不斷製造貨幣以鼓勵人們工作的舊凱恩斯主義者所持有的部份觀點很相似，使得張五常所創立關於貨幣的理論變得一無是處[25]。

## 作品
- 《佃農理論》（英）（The Theory of Share Tenancy）（1969年，芝加哥大學出版社；2000年：花千樹；譯本：2000年，北京商務，易憲容譯）
- 《賣桔者言》（1984年11月，信報；增訂本：2000年，花千樹）
- 《中國的前途》（1985年8月，信報；增訂本：2002年3月，花千樹）
- 《再論中國》（1987年6月，信報；增訂本：2002年3月，花千樹）
- 《三岸情懷》（1989年，香港經濟日報；增訂本：2003年5月，花千樹）
- 《存亡之秋》（1989年，香港經濟日報；增訂本：2003年6月，花千樹）
- 《凴闌集》（1991年12月，壹出版；修訂本：2001年，花千樹）
- 《中國的經濟革命》（1993年，壹出版）
- 《隨意集》（1993年，壹出版；修訂本：2000年，花千樹）
- 《挑燈集》（1999年，花千樹；增訂本：2001年）
- 《捲簾集》（上、下卷：1999年12月，花千樹；合訂本：2003年6月）
- 《學術上的老人與海》（2000年，花千樹）
- 《經濟解釋：張五常經濟論文選》（2000年，北京商務，易憲容、張衛東譯）
- 《五常談教育》（2000年1月，花千樹）
- 《五常談學術》（2000年12月，花千樹）
- 《經濟解釋》（初版）（2001-2002年、2006年，花千樹）
  - 卷一《科學說需求》（2001年5月）
  - 卷二《供應的行為》（2002年3月）
  - 卷三《制度的選擇》（2002年11月）
  - 卷四《五常學經濟》（2006年12月）
- 《五常談藝術》（2001年11月，花千樹）
- 《狂生傲語》（2001年，花千樹）
- 《二十一世紀看中國的經濟革命》（2002年4月，花千樹）
- 《公損之謎》（英）（The Myth of Social Cost）（2002年5月，花千樹）
- 《離群之馬》（2002年12月，花千樹）
- 《偉大的黃昏》（2003年3月，花千樹）
- 《經濟的看相與把脈》（2003年7月，花千樹）
- 《世界經濟學》（2004年2月，花千樹）
- 《冷靜看世界》（2004年6月，花千樹）
- 《經濟大時代》（2004年12月，花千樹）
- 《經濟大觀園》（2005年6月，花千樹）
- 《張五常英語論文選》（英）（Economic Explanation：Selected Papers of Steven N.S. Cheung）（2005年11月，花千樹）
- 《中國的前景》（2006年1月，花千樹）
- 《大哉斯道》（2006年5月，花千樹）
- 《中國的未來》（2006年9月，花千樹）
- 《學問無界說》（2007年3月，花千樹）
- 《經濟學的缺環》（2007年11月，花千樹）
- 《五常問答室》（2008年4月，花千樹）
- 《中國的經濟制度》（The Economic System of China）（2008年6月，花千樹）
- 《災難的先兆》（2008年10月，花千樹）
- 《多難登臨錄──金融危機與中國前景》（2009年7月，花千樹）
- 《貨幣戰略論──從價格理論看中國經驗》（2010年1月，花千樹）
- 《新賣桔者言》（2010年1月，花千樹）
- 《重尋無處──五常行遊錄》（2010年10月，花千樹）
- 《吾意獨憐才──五常談教育》（2010年10月，花千樹）
- 《多情應笑我──五常散文選》（2011年5月，花千樹）
- 《經濟解釋》（神州增訂版）（2011-2014年，花千樹）
  - 卷一《科學說需求》（2011年）
  - 卷二《收入與成本──供應的行為（上篇）》（2011年）
  - 卷三《受價與覓價──供應的行為（下篇）》（2012年5月）
  - 卷四《制度的選擇》（2014年4月）
- 《科學與文化──論融會中西的大學制度》（2015年6月，花千樹）
- 《清宮田黃方印錄》（2017年3月，花千樹）
- 《經濟解釋》（第四版）（2017年，花千樹）
  - 卷一《科學說需求》（2017年）
  - 卷二《收入與成本》（2017年）
  - 卷三《受價與覓價》（2017年）
  - 卷四《合約的一般理論》（2017年）
  - 卷五《國家理論與經濟解釋的理論結構》（2017年）
- 《《佃農》五十憶生平──兼論經濟學的災難性發展》（2017年11月，花千樹）

## 外部連結
- （简体中文）張五常博客 - 网易
- （简体中文）張五常博客 （页面存档备份，存于） - 搜狐
- （简体中文）張五常博客（页面存档备份，存于） - 新浪
- 张五常在美国司法部的通缉令媒体新闻稿 （页面存档备份，存于）